# Enicospilus lucumus
Enicospilus lucumus là một loài tò vò trong họ Ichneumonidae.